# Movimento del 23 marzo
Il Movimento del 23 marzo (in arabo حركة 23 مارس‎?; in francese Mouvement du 23 Mars) è stato un movimento politico marxista-leninista marocchino attivo nel corso degli anni di piombo.

## Storia
Il Movimento si originò da gruppi di fuoriusciti del Partito della Liberazione e del Socialismo guidati da Abraham Serfaty e Abdellatif Laabi, dopo che il loro partito aveva accolto il Piano Rogers relativo al conflitto arabo-israeliano. Il 23 marzo 1970 questi attivisti, raccolti in due gruppi, si riunirono a Casablanca per organizzare la lotta armata. Il gruppo A divenne Ila al-Amam, mentre il gruppo B si rinominò "Movimento del 23 marzo", in ricordo delle proteste scoppiate a Casablanca nel 1965. La formazione accolse Ahmed Herzenni, Mohamed Bensaid Ait Idder, Abdessalem Jabli, Sion Assidon e Mostafa Mesdad.
Molti degli attivisti furono arrestati nel corso degli anni 1970, venendo reclusi a Tazmamart. Il movimento continuò le sue attività pubblicando la rivista Anoual, oltre ad al-Munadil, diretta da Mhammad Tirida. Il gruppo rimase diviso riguardo alla questione del Sahara Occidentale, dal momento che gran parte dei membri erano disposti a sostenere le rivendicazioni territoriali di re Hasan II, mentre altri, similmente a Ila al-Amam, sostennero il diritto all'autodeterminazione dei sahrawi. Nel 1972 il gruppo subì una scissione quando una componente fondò il gruppo Linakhdom.
L'organizzazione fondò nel 1983 l'Organizzazione dell'Azione Democratica Popolare sotto la guida di Bensaid Ait Idder, graziato due anni prima. Altri membri del gruppo confluirono invece nell'Unione Nazionale delle Forze Popolari o in gruppi più radicali.